# Apamea hampsoni
Apamea hampsoni là một loài bướm đêm trong họ Noctuidae.